# Мамрухский храм
Мамрухский храм (азерб. Mamrux məbədi) — древняя албанская церковь, построенная на вершине горы Арматай близ сёл Гюллюк Гахского района и Мамрух Загатальского
района Азербайджана.
Храм в Мамрухе специалисты считают композиционно родственным с ротондой (зданием с четырьмя равными сторонами) в Кильсадаге и тетраконхом в селе Лекит Гахского района. Лучше сохранилась алтарная часть церкви, окружённая небольшими боковыми помещениями. Однако остатки стен других частей также возвышаются на высоту не менее одного метра от земли, чётко выявляя планировочную структуру здания.

## История
Храм в Мамрухе специалисты считают композиционно родственным с ротондой (зданием с четырьмя равными сторонами) в Кильсадаге и тетраконхом в селе Лекит Гахского района.
Специалисты, изучающие планировочную структуру и объёмно-пространственное решение храма, относят дату его постройки к XII-XIV векам.

## Архитектурные особенности

### Описание
Архитектурные особенности Мамрухской церкви характерны для центральных купольных построек Южного Кавказа и Ближнего Востока. Остатки кладки каменных стен, разбросанные по окрестностям, свидетельствуют о наличии в этом районе крупного религиозного комплекса. От монастырского комплекса до нашего времени дошли остатки храма, крепостных стен, окружающих комплекс, и три круглые в плане башенки - контрфорсы.
Лучше сохранилась алтарная часть церкви, окружённая небольшими боковыми помещениями. Однако остатки стен других частей также возвышаются на высоту не менее одного метра от земли, чётко выявляя планировочную структуру здания. К основному круглому церковному зданию, имеющему входы с юга, севера и запада, с восточной стороны примыкает алтарная часть, состоящая из полуциркульной апсиды, с достаточно глубокой бемой, и двух круглых приделов, аналогичных Кильсадагским.
Входы в храм решены в виде глубоких узких порталов. В отличие от Кильсадагского и Лекитского храмов, в Мармухском храме углубления между приделами и восточными стенками входных порталов закрыты стеной. Тем самым зодчий получил два дополнительных помещения, которые наряду с функциональным назначением несли и чисто конструктивную нагрузку, объединяя два примыкающих к основному объёму элемента в единый опорный блок. Г. Мамедова считает, что это несомненное стремление к компактности и статической устойчивости сооружения продиктовано высокой сейсмичностью территории, на которой стоит храм.

### Структурное строение
Основное помещение, имеющее наружный диаметр 12,8 метра, расчленено четырьмя устоями – пилонами на две части: обход и подкупольный квадрат. Конфигурация устоев строго соответствует их конструктивным несущим функциям и лишена декора. Две перпендикулярные друг другу лопатки пилонов несли арки, образующие подкупольный квадрат. Поверхность
третьей стороны устоя, обращённой в сторону обхода, точно повторяет по форме кривую внутренней поверхности наружной стены. Она значительно шире (2,3 м) двух других сторон. Это повторение в пилонах формы стены ещё более выделяет идею кругового обхода. Форма устоя подсказывает и конструкцию несохранившегося перекрытия, возведённого, судя по строительным остаткам, из кирпича. Небольшие полуциркульные своды, соединяющие широкие лопатки устоев с наружной стеной, видимо, делили весь обход на восемь частей, четыре из которых, более высокие, располагались между гранями подкупольного квадрата и наружной стеной. Таким образом, наметилась дифференциация ранее равнозначных участков обхода, в котором выделились четыре возвышающихся крыла, направленные по главным взаимно перпендикулярным осям, в центре которых возвышается купол.
Круглые в плане приделы храма имеют диаметр 3,2 м, по два окна, выходящие наружу, и один узкий проём (40 см), открывающийся в помещение у входа. Большие ниши глубиной 95 см, шириной 85 см облегчают массу кладки между приделами и алтарём.
Устои подкупольного квадрата находятся прямо против дверных проёмов приделов и делают их невидимыми из центра зала. Это подчёркивает их второстепенное «служебное» назначение в отличие от пределов Кильсадагского храма.
Сохранилась также алтарная конха, облицованная известняком-шириндашем. Стены храма возведены из булыги. На восточном фасаде местами сохранилась облицовка из известняка. Пилоны сложены из бутобетонной массы и известняка, остатки развалившихся сводов – кирпичные, размер кирпича 24х24х5 см; 23х23х5 см. Стены внутри были оштукатурены и расписаны. Остатки росписи сохранились на стене между алтарной апсидой и северным приделом.
Планировочная структура храма обеспечивает его трёхъярусную пространственную композицию. Первый ярус составляет алтарная и входные группы, второй – обход и третий – барабан с куполом. Перекрытия верхних ярусов не сохранились. Г.Мамедова отмечает, что есть основания говорить о сводчатом перекрытии обхода и купольном перекрытии центрального квадрата. Переход от купола к квадратному основанию осуществлялся, вероятно, при помощи конхных тромпов, наиболее распространённых в синхронных памятниках региона.
Стержнем композиции Мамрухского храма является квадратное подкупольное пространство, что определяет принципиальную разницу между ним и Кильсадагским храмом. Четыре мощных пилона заменили восемь колонн, от них к наружным стенам были переброшены широкие арки, которые вместе с разгрузочными арками и пилонами, а также наружными стенами образовали жёсткую пространственную схему здания. Алтарь, расположенный на главной оси, отчётливо обозревался входящими через западную дверь. Однако тут появился определённый антагонизм между композиционным центром круглого храма, который совпадал с геометрическим центром концентрических окружностей, и его функциональным центром – алтарной апсидой, главной культовой частью храма. Это противоречие разрешено в Лекитском храме путём максимального приближения алтарной апсиды к подкупольному квадрату и размещения его в сквозной восточной конхе.